# 佐賀県医師信用組合
佐賀県医師信用組合（さがけんいししんようくみあい）は、佐賀県佐賀市に本店を置く信用組合。佐賀県内の医師や医療機関を対象とした職域の信用組合である。

## 沿革
- 1960年4月 - 設立。

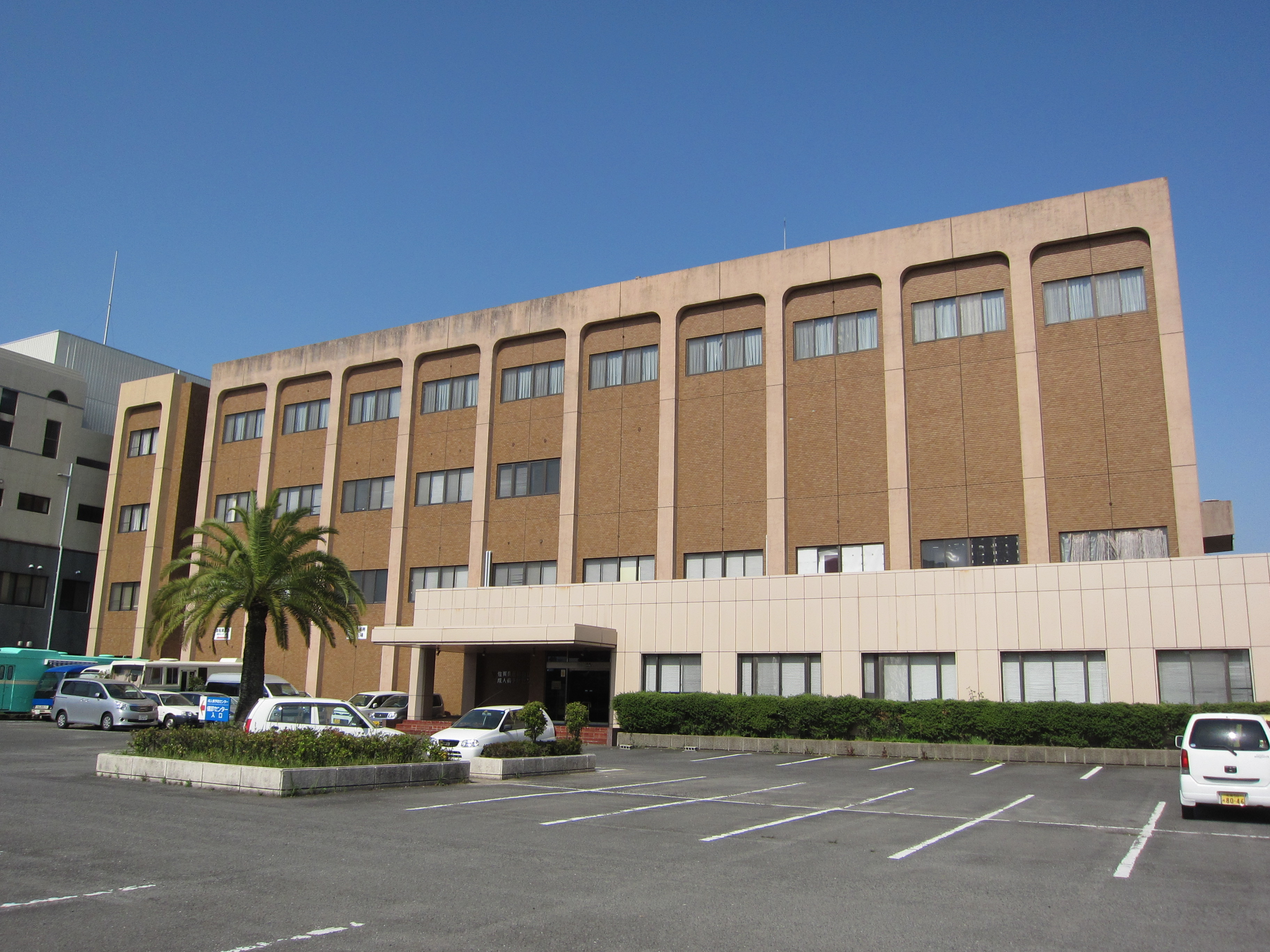
旧本店が入居していた県医師会館

- 1984年8月 - 全銀データシステムに加入し内国為替取扱開始。
- 2000年4月 - 監督官庁が県より国に移管。
- 2005年12月 - SKC(信組全国共同センターシステム)へ移行業務開始。
- 2018年1月 - 事務所を佐賀県佐賀市水ヶ江1丁目12-10 佐賀メディカルセンタービル4階に移転し業務開始。